# 2017 YE5
2017 YE5 — астероїд, що перетинає орбіти Землі і Марса. Через високий ексцентриситет орбіти (0,71) може зближуватися з Юпітером на 0,42 а. о. і з Венерою на 0,09 а. о. Належить до групи аполлонів.

## Загальна характеристика
Є подвійним астероїдом, що складається з двох приблизно рівних небесних тіл розміром 900 м, які обертаються навколо загального центру мас із періодом 22 години.
Був відкритий у 2017 році, під час зближення із Землею 21 червня 2018 року що спостерігалося системою радіотелескопів NASA Радарна система GSSR (Goldstone Solar System Radar) обсерваторії Голдстоун, 25 червня — обсерваторіями  Аресібо і  Грін-Бенк.

Asteroid 2017 YE5 binary.

Asteroid 2017 YE5 trajectory through the solar system (animated).

## Зближення
Зближення з Землею сталося 21 червня 2018 року о 20:53 UTC, відстань — 5,964 млн км (15,5 відстані до Місяця), відносна швидкість 15,473 км/c.
| дата             | а. о.    | Відстань до Місяця | небесне тіло |
| ---------------- | -------- | ------------------ | ------------ |
| 08.11.1964 22:17 | 0,035496 | 13,8               | Марс         |
| 21.06.2018 20:53 | 0,039865 | 15,5               | Земля        |
| 30.07.2018 20:15 | 0,044095 | 17,2               | Марс         |
| 19.10.2046 21:43 | 0,033183 | 12,9               | Марс         |